# Charles Koechlin
Charles Louis Eugène Koechlin [ʃaʀl lɥi øʒɛn keˈklɛ̃] (født 27. november 1867 i Paris, død 31. december 1950 i Le Canadel, Var departement) var en fransk komponist, lærer og forfatter til bøger om musik.
Koechlin var oprindelig polytekniker; som musiker elev fra konservatoriet i Paris. Han har både været virksom som musikforfatter (æstetiske afhandlinger i fagskrifter) og som komponist af moderne, men ikke yderliggående retning
(kammermusik, 5 symfonier, kor og sange, et par balletter m.m.).

## Udvalgte værker
- Symfoni (1893–1908) (ufuldendt) - for orkester
- Symfoni nr. 1 (1926) - for orkester
- Symfoni "For de syv stjerner" (1933) - for orkester
- "Hymne" Symfoni (1936) - for kor og orkester
- Symfoni nr. 2 (1943–1944) - for orkester